# Betriebsgebäude der Genossenschaft Mazlaria
Das Betriebsgebäude der Genossenschaft Mazlaria in Vrin wurde 1999 nach Plänen von Gion A. Caminada errichtet.

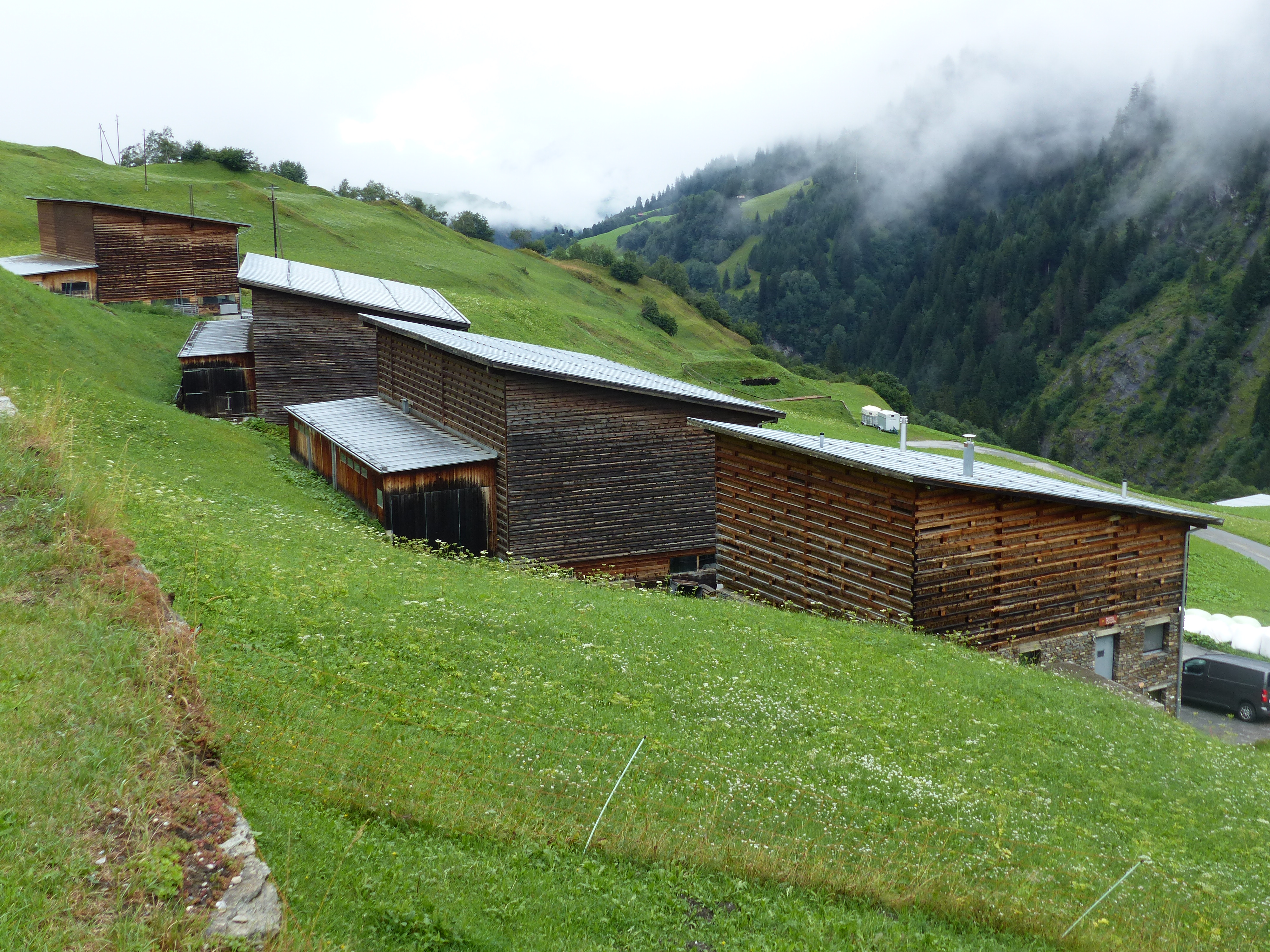
Landschaftsraum

## Geschichte

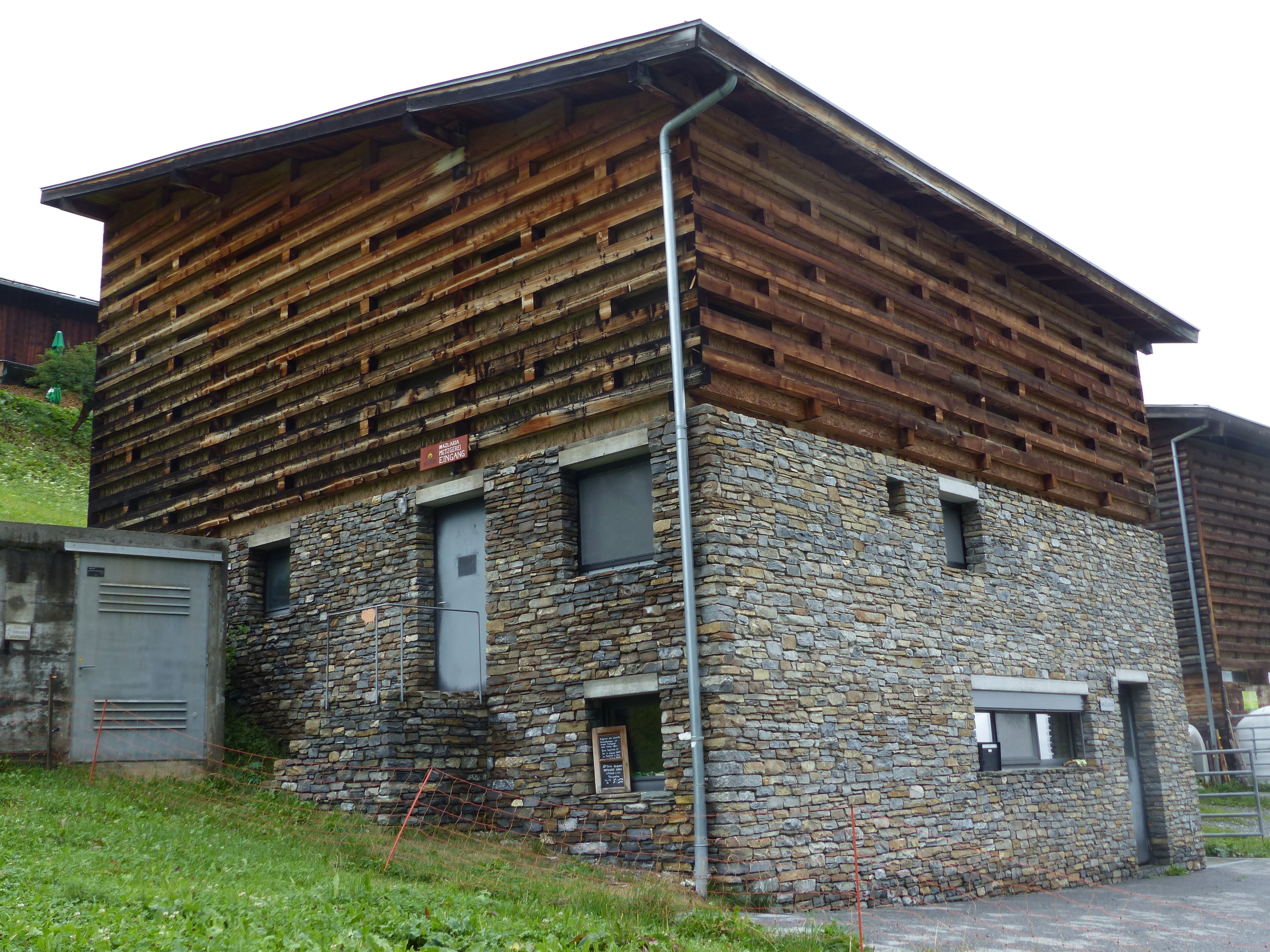
Sockelbereich

In Sut Vitg unterhalb der Pfarrkirche Vrin sitzen auf einer Hangkante drei Gewerbebauten – zwei Scheunen und eine Schlachterei und Metzgerei. Die blechgedeckten Pultdächer neigen talwärts. Ein Bruchsteinsockel hebt die Mazlaria von den Ställen ab und zeigt das andere Innenleben an. Im Innern des Sockelgeschosses befindet sich ein glatter Betonkern, in dem der Metzger das Fleisch schlachtet, zerlegt und kühlt. Im späteren Schritt wird das Fleisch im hölzernen Obergeschoss getrocknet.
Für das Tragwerk der 1994 bis 1999 entworfenen Ställe zeichneten Branger & Conzett und Fanchini & Pérez verantwortlich. Mitarbeiter von Caminada waren Thomas Stettler, Toni Pfister und Reiner Bettin. Fotografisch wurde das Ensemble von Lucia Degonda dokumentiert.

## Auszeichnungen und Preise
- 1998: Wakkerpreis für das Dorf Vrin und Gion A. Caminada[5][6]
- 1999: prix lignum für Gion A. Caminada, Fanchini & Pérez und Branger & Conzett[7]
- 1999: Auszeichnung Neues Bauen in den Alpen für Gion A. Caminada, Fanchini & Pérez und Branger & Conzett
- 2019: Im Rahmen der Kampagne «52 beste Bauten – Baukultur Graubünden 1950–2000» erkor der Bündner Heimatschutz das von Gion A. Caminada 1999 entworfene Betriebsgebäude der Genossenschaft Mazlaria in Vrin als eines der besten Bündner Bauwerke[8]